# Nationalpark Nuuksio
Der Nationalpark Nuuksio, originalsprachlich Nuuksion kansallispuisto (finnisch) und Noux nationalpark (schwedisch), ist ein Nationalpark in Finnland.

## Lage
Der Nationalpark liegt nordwestlich der Hauptstadt Helsinki auf dem Gebiet der Gemeinden Espoo, Kirkkonummi und Vihti. Sein Name leitet sich von Nuuksio, einem Stadtteil Espoos, ab.
Gegründet wurde der Park 1994. Er wurde nach und nach erweitert und umfasste zum 1. Juni 2006 bereits 45, im Jahr 2016 55 km². Das Gelände ist von steilen Felsen, Wäldern, Mooren und Seen geprägt; im Park gibt es über 80 Seen und Weiher.

## Flora und Fauna
Der Park liegt im Grenzgebiet zweier Vegetationszonen: der Laub- und Nadelmischwälder sowie des borealen Nadelwaldes. Dominierende Baumarten sind Fichten und Kiefern, die teils auf sumpfigem Gelände wachsen. Aufgrund der langjährigen forstwirtschaftlichen Nutzung ist der Wald meist jung.
Das Kennzeichen des Parks ist das Europäische Gleithörnchen, da hier eine große Population dieser seltenen Art vorhanden ist. Auch Dutzende andere gefährdete und bedrohte Spezies von Tieren, Pflanzen und Pilzen leben in dem Park, z. B. der Ziegenmelker und die Heidelerche.

## Tourismus
Von Helsinki und Espoo aus kann der Park leicht mit öffentlichen Verkehrsmitteln erreicht werden. So fahren die Buslinien 245 von Espoon keskus nach Nuuksionpää und Kattila (nur im Sommer) täglich. Es gibt sechs markierte Rundwanderwege zwischen 2 und 7,2 km Länge, von denen einer auch rollstuhlgerecht ist. Des Weiteren finden sich Plätze und Wege zum Grillen, Campen, Skifahren sowie zum Beeren- und Pilzesammeln. Es werden auch Ferienhütten vermietet.

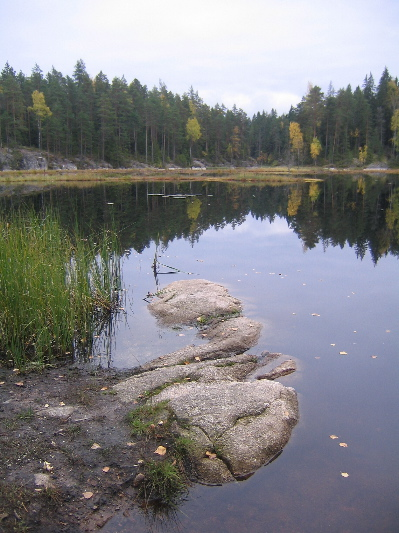
Mustalampi-See
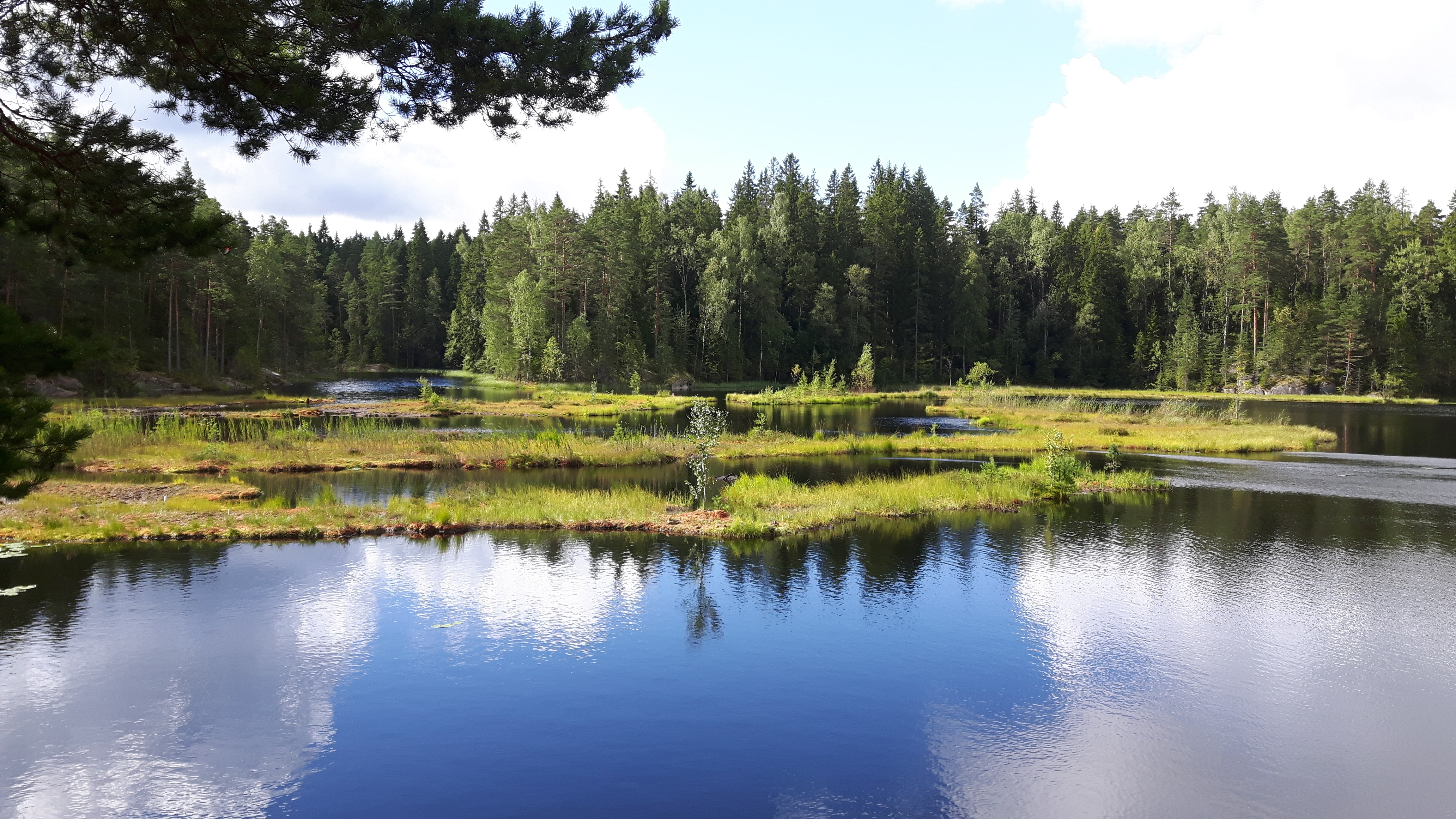
Die schwimmenden Inseln im See Mustalampi
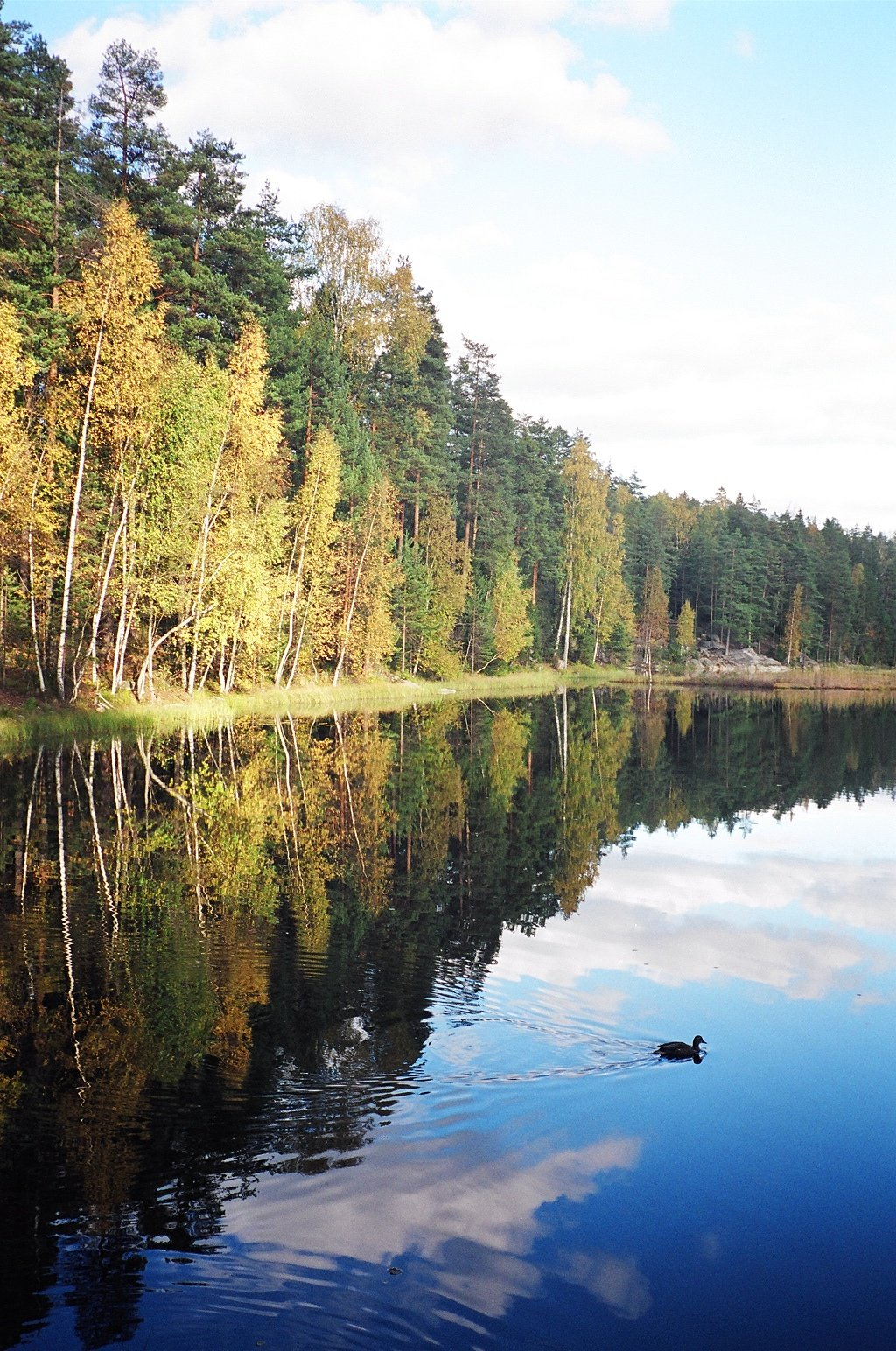
Nuuksio im Herbst
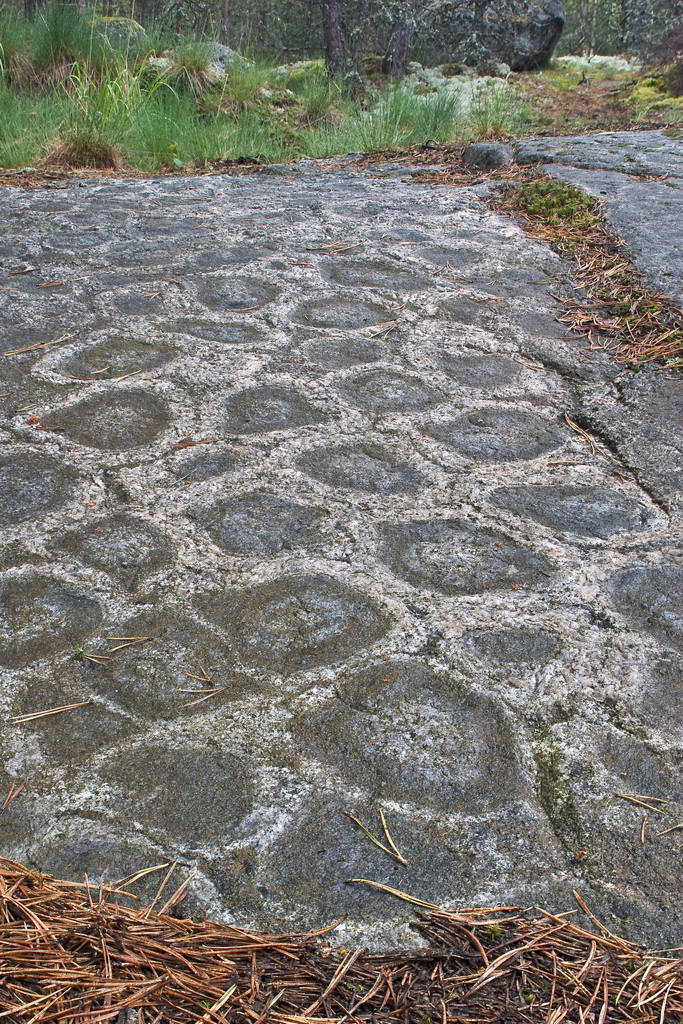
Kugelgranit
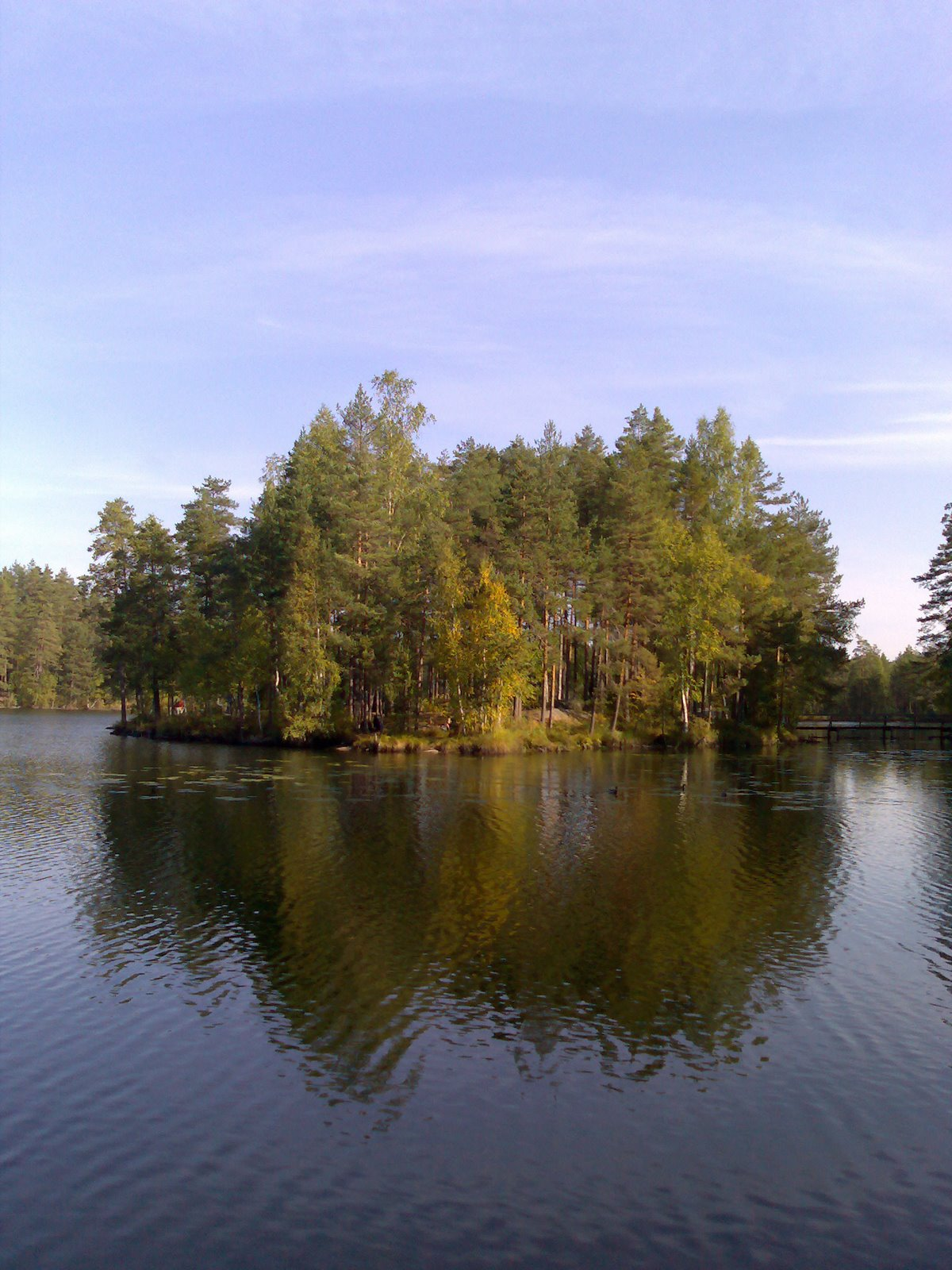
Insel im See Holma-Saarijärvi